# Миті кохання
«Миті кохання» — радянський телефільм 1989 року, знятий режисером Віссаріоном Гіоргобіані на Одеській кіностудії і кіностудії «Грузія-фільм».

## Сюжет
Актори та працівники провінційного театру їздять зі своїми виставами місцями, де відбувалася дія лермонтовської «Бели». Акторська душа, крізь яку проходять життя багатьох персонажів, бере щось від цих персонажів, пропускає їх через себе, стає глибше.

## У ролях
- Мурад Сампієв — Інал
- Руслан Хакішев — Інал
- Григорій Лямпе — головна роль
- Фаті Гогорішвілі — головна роль
- Тетяна Лаврентьєва — Фатіма
- Вітаутас Паукште — роль другого плану
- Нора Грякалова — роль другого плану
- Алі Ібрагімов — роль другого плану
- Світлана Кирягіна — роль другого плану
- Володимир Лісунов — роль другого плану
- Махач Курбанов — Інал у дитинстві
- Х. Алмазханов — епізод
- А. Бєсєда — епізод
- Олександр Другак — епізод
- Тетяна Захарян — епізод
- Ах'яд Гайтукаєв — епізод
- Е. Зулаєв — епізод
- Х. Котієв — епізод
- Є. Кадієва — епізод
- Володимир Краснов — епізод
- А. Лободін — епізод
- Еміль Сілін — епізод
- Гоча Церцвадзе — епізод
- А. Хутієв — епізод
- С. Хасієв — епізод
- В. Шнейдеров — епізод
- Ш. Курбанов — епізод
- Валерій Мотренко — епізод

## Знімальна група
- Режисер — Віссаріон Гіоргобіані
- Сценарист — Геннадій Тарасуль
- Оператор — Каха Челідзе
- Художник — Гоча Церцвадзе